# Doktorring
En doktorring er en fingerring, som en person, der har erhvervet en doktorgrad har ret til at bære. En dansk doktorring er er forsynet med en plade med et Minervahoved omgivet af en laurbærkrans. Pladens udseende har været det samme siden 1866, hvor medaljøren Harald Conradsen udformede den. Tidligere – i 1824 – havde Harald Conradsens far, medaljør Johannes Conradsen, udformet en plade til doktorringen. I Sverige er ringen for den filosofiske doktorgrad dekoreret med laurbær, for juridisk doktorgrad med halvt laurbær, halvt egeløv og for medicinsk doktorgrad med en laurbærkrans med en slange viklet om.
Retten til at bære en doktorring blev i Danmark indført i 1824. Tidligere havde man kun anvendt en ring ved selve doktorpromotionen, men ikke efterfølgende båret doktorring.